# Cheracebus aquinoi
Cheracebus aquinoi ist eine Primatenart aus der Unterfamilie der Springaffen innerhalb der Familie der Sakiaffen (Pitheciidae), die nur in einem kleinen Gebiet in der Provinz Loreto im peruanischen Amazonasgebiet im Gebiet zwischen Río Nanay und Río Tigre vorkommt. Cheracebus aquinoi wurde erst im November 2022 wissenschaftlich erstbeschrieben und zu Ehren des peruanischen Primatologen Rolando Aquino benannt. Die Springaffenpopulation in diesem Gebiet wurde vorher dem Lucifer-Springaffen (Cheracebus lucifer) zugeordnet.

## Merkmale
Cheracebus aquinoi hat ein rötlich-braunes Fell, eine intensiv rotbraun gefärbte Kopfoberseite und einen schwarzen, sich von der Körperfärbung deutlich abhebenden Schwanz. Das Gesicht ist schwärzlich, hat aber durch verstreute weiße Haare einen leicht weißlichen Einschlag. Zwischen Gesicht und Scheitel verläuft ein schmales schwarzes Band. Im Halsbereich befindet sich ein cremeweißer Fleck, ähnlich einer Fliege. Dies ist der deutlichste Unterschied zum ansonsten sehr ähnlichen Lucifer-Springaffen, der dort eine querverlaufende, weiße Halsbandzeichnung besitzt. Die Unterarme sind dunkelbraun, die Handrücken von Cheracebus aquinoi sind cremeweiß (gelb beim Lucifer-Springaffen). Der obere Abschnitt des Nasenbeins ist breiter als beim Lucifer-Springaffen. Die Raum zwischen den Unterkieferästen ist von unten gesehen bei Cheracebus aquinoi V-förmig, beim Lucifer-Springaffen ist er U-förmig.

## Lebensraum und Lebensweise
Cheracebus aquinoi ist tagaktiv und lebt in kleinen Familiengruppen mit drei bis vier Individuen. Manchmal tun sich die Affen mit Gruppen des Weißschwanz-Springaffen (Plecturocebus discolor), des Äquatorial-Sakis (Pithecia aequatorialis) und/oder des Rotschultertamarins (Leontocebus lagonotus) zu temporären Gemeinschaften zusammen. Das von einer Familiengruppe bewohnte Gebiet ist ca. 20 Hektar groß. Die Individuendichte liegt bei 0,3 bis 4,8 Exemplaren pro km². Cheracebus aquinoi lebt in der Várzea, in Galeriewäldern, Palmenwäldern und in den Varillales (mit dünnstämmigen Bäumen bestandene Wälder auf Sandböden). Er hält sich bevorzugt in den höheren Bereichen der Baumkronen in Höhen von 15 bis 25 Metern auf und ernährt sich von Knospen, Blüten, Früchten, Insekten, Blättern und Samen.

## Systematik
Cheracebus aquinoi und der Lucifer-Springaffe sind Schwesterarten und zusammen die Schwestergruppe einer vom Rotkopf-Springaffen (Cheracebus regulus) und Halsband-Springaffen (Cheracebus torquatus) gebildeten Klade.